# Les Fils de joie
Cet article possède un paronyme, voir Les Filles de joie.
 (mars 2022).
Si vous disposez d'ouvrages ou d'articles de référence ou si vous connaissez des sites web de qualité traitant du thème abordé ici, merci de compléter l'article en donnant les références utiles à sa vérifiabilité et en les liant à la section « Notes et références ».
Les Fils de Joie est un groupe de post-punk et new wave français, originaire de Toulouse, en Haute-Garonne. Il est formé en 1978 et s'est séparé en 1986. Le groupe se reforme en 2023 autour d'Olivier de Joie.

## Biographie
Au départ un trio, le groupe devient un quintet au fil des années. Ses membres, qui avaient tous adopté le pseudo nom de famille « de Joie », étaient Olivier Hébert-Blin (chant et guitare), Alain Gérard (batterie) qui sera remplacé en 1984 par Dorian Chaillou, Christophe Bonnebouche (basse puis guitare et enfin claviers), Daniel Costa (basse) et Marc Gourmelen (saxophone à partir de 1984). Christophe Jouxtel, qui jouait occasionnellement du saxophone et son frère Pascal, coauteur des textes avec Olivier de Joie, faisaient partie de l'entourage proche du groupe.
Concernant la formation du groupe, Olivier de Joie explique : « J’étais en terminale au lycée Saint-Sernin de Toulouse et un jour je suis allé au concert d’Iggy Pop, à « la Halle aux Grains ». J’étais au premier rang. Avant le concert, il y a deux mecs, les cheveux en pétard, qui sont passés à côté en demandant s’il y avait un guitariste pour jouer avec eux à la MJC d’Empalot le samedi suivant. J’étais avec mon pote Daniel, le futur bassiste des Fils de Joie, qui m’a poussé à lever la main. J’avais encore les cheveux longs à l’époque. Ils m’ont dit que j’étais embauché dans le groupe si je me coupais les cheveux (rires). J’ai dit ok et j’ai demandé si on répétait. On a répété une heure et on a joué des reprises des Sex Pistols et des Damned, comme ça à l’arrache ... On s'appelait les Fly Killers. Dans le groupe, il y avait Alain Gérard à la batterie qui sera le batteur des Fils de Joie ! Un super batteur, de loin le meilleur à Toulouse. Il avait à peine 15 ans à l’époque et cognait comme un malade (rires). ».
Avec des influences musicales anglo-saxonnes comme les Ramones, Elvis Costello, The Clash ou la soul, le groupe écrit en français des chansons dont les paroles au second degré reflètent une époque désabusée et sans idéal à la fin de la guerre froide. Trois 45 tours et un maxi 45 tours sont publiés entre 1982 et 1985 qui connaîtront un succès d'estime, notamment Adieu Paris, sur leur premier 45 tours, devenu un morceau culte de cette époque. Ils étaient aussi présents sur les compilations de Radio FMR (en 1983 et 2019 avec Le Requin Vert, Les Plaisirs chers et une reprise du mythique Green Onions de Booker T & the MG's, enregistré live lors d'un concert mémorable à Marthon en 1983) ou « Les Jeunes Gens Mödernes » (en 2009 et 2015, avec Adieu Paris et Les Plaisirs chers).
Après la séparation en 1986. Olivier a participé à de nombreux projets musicaux sous le nom d'Olivier de Joie ou d'Olivier Hébert, parmi lesquels : un album en décembre 2007 avec La Collective (Banquier ou bandit, 13 titres) et 5 nouveaux singles en 2009 dont une version unplugged de Adieu Paris, le titre des Fils le plus connu (dont il est compositeur et co-auteur), avec Isabelle Janvier à l'accordéon.
En 2010, Olivier produit un single deux titres avec deux amis (Olivier Sit et Thieu) avec Indochine souviens-toi, qu'il a écrit en hommage au CAFI de Sainte-Livrade (Camps d'accueil des rapatriés d'Indochine) et une reprise du titre Opium en version rock, chanté par Sit. En 2015, Olivier sort un album solo (Olivier Hébert 10 titres) puis trois singles entre 2017 et 2019 Ultime pogo (qui figure également sur l'album Nous ne dansons plus la nuit des Fils de Joie), Tu seras en rouge et noir. Après la séparation du groupe en 1986, Christophe et Dorian se sont retrouvés au sein du groupe de la chanteuse Christine Lidon, Les Bandits ainsi qu'avec Graziella de Michele (ils apparaissent tous deux dans le clip de son single à succès Le Pull Over Blanc). Dorian Chaillou a participé à de nombreux projets musicaux, il est désormais membre de la formation de synthpop belge Frozen Nation. Christophe Bonnebouche a fondé un duo de techno, Les Boucles Étranges.
En 2020, Les Fils de Joie sortent deux albums de compilation avec leurs principaux titres et quelques bonus : Arrête-ça c’est trop bon (10 titres, 1979-1982) ; Anthologie des idées noires (13 titres, 1982-1985). Il existe également un album pirate live avec six titres Live in Tours enregistré lors de leur passage au Graffiti Rock Tours, en 1985.
Le 24 Février 2023, Le label indépendant Pop Sisters Records sort l'album Nous ne dansons plus la nuit, avec 12 titres emblématiques du groupe (dont Adieu Paris et tonton Macoute). La version CD comprend 3 titres bonus : Le Requin vert, Le bon Dieu n'as pas voulu de moi et une version du titre d'Olivier Indochine souviens-toi.
Le 14 mars 2025, Le label indépendant Twisted Soul Records sort le double album live Les Fils de Joie en public, avec 22 titres : les standards du groupe et des inédits .

## Discographie
- 1982 : Adieu Paris / Le Seul survivant (45 tours auto-produit)
- 1984 : Tonton Macoute /  Voici le jour, 45 tours produit par Jello (guitariste de Starshooter)  (Philips-Phonogram)
- 1984 : Tonton Macoute / Voici le jour / Havana Affair (reprise des Ramones), maxi 45 tours  produit par Jello
- 1985 : Adieu Paris (nouvelle version) / J'appelle par delà les mers , 45 tours produit par Franck Darcel (guitariste de Marquis de Sade) (Philips-Phonogram)
- 1983 : Trois autres titres figurent sur une compilation multi-interprètes intitulée Ephémère compilation - volume un sortie en 1983: Le Requin vert, Les Plaisirs chers et Green Onions (reprise de Booker T. and the M.G.'s enregistrée en public)
- 2020 : Live in Tours 1985 (Album Pirate, 6 titres enregistrés à Tours - album digital)
- 2020 : Arrête-ça c’est trop bon (10 titres, 1979-1982 - vol.1 de la compilation digitale)
- 2020 : Anthologie des idées noires (13 titres, 1982-1985 - vol.2 de la compilation digitale)
- 2023 : Nous ne dansons plus la nuit (12 titres sur Vinyle, +3 bonus sur CD)
- 2025 : Les Fils de Joie en public (22 titres, double album vinyle)

## Membres

### Membres actuels
- Olivier de Joie — chant, guitare (1978—1986 et 2023 ...)
- Jean-Marc Leclercq — chant, basse (2023 ...)
- Guillaume Thiburs — chant, batterie (2023 ...)
- Fred Damiens Goupy "Coudâm" — chant, saxophone (2025 ...)
- Charles Ash — chant, guitare (2025 ...)
- Stéphan Bertholio — chant, claviers (2025 ...)

### Anciens membres
- Christophe de Joie — basse, guitare puis claviers à l'arrivée de Daniel (1978—1985)
- Alain de Joie — batterie (remplacé par Dorian) (1978—1982)
- Daniel de Joie — basse (1979—1984)
- Dorian de Joie — batterie (1983—1985)
- Marc de Joie — saxophone (1984—1986)

### Membres additionnels
- Pascal Jouxtel - Chant pour un concert en 1980
- Christophe Jouxtel — saxophone sur la première version de Adieu Paris, a aussi joué lors de quelques concerts au début des années 80.
- David Trouffier - Basse après le départ de Daniel (1984-1985)